# クイズ ラブラブジャンプ
『クイズ ラブラブジャンプ』は、1984年1月8日から同年3月25日まで日本テレビ系列局で放送されたIVSテレビ制作による製作のクイズ番組である。放送時間は毎週日曜 11:00 - 11:45 （日本標準時）。

## 概要
『クローズアップNOW』（1983年10月2日 - 同年12月25日）の視聴率が悪いため、その穴埋め番組として作られた。司会は愛川欽也（メイン）と夏木ゆたか（サブ。愛川は「夏木坊や」と呼んでいた）が、出題ナレーターは堀越幸子が務めていた。
愛川が番組内で言うセリフは「12回しかやらないクイズ番組」。毎週8組のカップル出場者が、体を張ってハワイ旅行をかけてしのぎを削っていた。出題されるクイズは「予選クイズ」、「ダジャパネクイズ（ダジャレパネルクイズの略）」、ハワイ旅行を賭けた「ジャンプクイズ」。ほかにも、会場飛び入り参加の「ギャラリー飛び入りクイズ」があった。
愛川の宣言通り、番組は12回で終了した。最終回の前週のオープニングでは、愛川が「来週で終わってしまいます。スポンサーを募集しまーす！」と叫んでいたが、結局スポンサーは出ず、番組が復活することもなかった。

## 予選クイズ
- 8組のカップルのうち、本戦（ダジャパネクイズ）に出場できる4組を決めるクイズである。
- 11時の時報が鳴り、（夏木）「さぁ、父さんも母さんも坊ちゃんも嬢ちゃんも○○も××も、みんな揃ってハワイに行こう！クイズ ラブラブ…」（夏木&観客）「ジャーンプ！」というオープニング口上の直後、頭上から無数の風船が落ちてくる。その中には問題が入っているものがある。問題はすべてYESかNOで答える二者択一問題である。
- 風船を割って問題を獲得したペアから愛川の元へ並び、先頭のペアは愛川の「ジャンプ！」の掛け声でクイズステージに立つ。
- 愛川の出題に答え、正解すれば本戦の「ダジャパネクイズ」に進めるが、不正解の場合は再度問題を見つけ出し、並び直さなければならない。
- 4組の出場者が決定した時点で終了となり、残ったチームは失格、退場となる。

## ダジャパネクイズ
- 2組のカップルの対戦方式で行う。ただし直接の対決ではなく、クイズに解答するチームとそれを邪魔するチームに分かれ、攻守を入れ替えながら相手より正解数や得点を稼ぐ形式である。1回の放送で2対戦あり、前半は「予選クイズの1抜け対2抜け」、後半は「3抜け対4抜け」で行う。
- クイズはダジャレパネル（ダジャパネ）ボードを使う。ダジャパネは6段構成で、下から1段目 - 5段目には10、20、30、40、50の点数が書かれた5枚のパネルが、最上段の6段目には100、150、200の3枚のパネルがある。
  - パネルは三角柱が水平に回転する形式で、最初は得点を表示、回転すると問題を表示し、正解した場合はさらに回転して「GO」と書かれた上向きの青い矢印の表示に切り替わる。後述の「STOP」が指定された場合は、裏でスタッフが「GO」の上に「STOP」と書かれた赤い楕円のマークのマグネットパネルを貼り付けていた。
- 各パネルには問題が隠されている。パネルを開くと文字と夏木による読み上げで問題が出される。
  - 問題は全てダジャレとなっており、（例題）「鈴木健二のエッセイ本と言えば、よくばりのすすめじゃなくて？」という形式である。この例では、「気くばりのすすめ」と答えれば正解となる。点数が高いパネルほど、難度も高い。
- クイズ開始前に、解答チームの相手チームが、ダジャパネに「STOP」を最大6か所まで指定する。例えば「3の40」（3段目の40の意）、「5の50」の様に指定する。1段につき2か所まで指定できるが、6段目は1か所しか指定できない。「STOP」指定中は、解答チームはヘッドホンと仕切りにより視界と音声を遮断される。そのため解答チームにはどこに「STOP」が実際に仕掛けられているかはわからない。
- 解答チームは60秒の時間が与えられる。解答権は、最初にペアのどちらかを決めて始め、正解すればペアの相手に交代する。不正解及び「STOP」を出した時には、同じ人が続けて解答する。
- クイズが開始されたら、1段目のパネルのうち任意の点数を指定し、問題に答える。正解ならば2段目、3段目…と同様に答えていき、6段目の問題に正解すればクリアとなる。誤答等の不正解の場合は、同じ段の別の問題に答えるが、すべてのパネルを開けても正解できなかった場合はそこでクイズ終了となる。
- クイズ開始から60秒が経過しても、終了となる。その際誤答した問題だけに対して、夏木は正解を発表する。
- また、パネルを指定した際、それが相手チームの指定した「STOP」だった場合（例として相手チームが前もって「4の40」に「STOP」を指定し、解答チームがそのパネルを開けてしまった場合）、自動車が急ブレーキをかけたような音が流れ、指定したパネルに「STOP」が表示される。こうなると問題は出題されない上に、5秒間は次のパネルを開けることは出来ない。この間は、チアガールに扮したザ・バーズと観客が「5! 4! 3! 2! 1!」とカウントダウンを行う。
- 攻守を入れ替え、2チームがクイズに挑戦した後、次の判定で勝利チームを決定する。
  - より高い段数のクイズに正解したほうが勝ち。
  - 両チームが6段目をクリアした場合は、残り時間の多いほうが勝ち。
  - 同じ段数のときは、総得点数の多いほうが勝ち。
- 最高記録は「6段・400点」で、この高得点を稼ぎ出したカップルは後述の「ジャンプクイズ」でハワイ旅行も獲得している。

## ジャンプクイズ
- ダジャパネクイズの勝利チームが、ペアで行くハワイ旅行を賭けて挑戦する。
- 7段の黒い巨大階段状のセットがクイズの舞台となり、カップルは「解答者（1段目の下に待機）」、「いけにえ（7段目にある椅子に待機）」に分かれる。
- 階段の1段目 - 6段目には中央に白線が引かれ、解答者から見て左側の "A" と右側の "B" に分割されている。
- 制限時間は90秒。堀越が読み上げる問題に次々に口頭で答えていく。解答権があるのは解答者のみ。
- 正解すると、解答者は階段を1段上る。このとき、"A" と "B" のどちら側に上るかをいけにえが指定するが、必ずどちらかには「STOP」が仕掛けられている。「STOP」を踏んでしまうと急ブレーキ音が鳴り、5秒間は問題が出題されない（この時も、チアガールと観客がカウントダウンする）。また、誤答の場合は進めない。
  - 階段を上ったとき、通常は床が白く光るが、「STOP」の場合は床が赤く光る。
- 90秒以内で7問正解し、7段目のいけにえの元に到達するとペアでのハワイ旅行獲得となるが、時間切れになるといけにえの椅子が沈んで姿が消える。
  - 初期は完全に椅子が沈んでいたが、後に首から上だけはセットから露出するようになり、「晒し首」となって余計に恥をかくこととなった。
  - 時間切れ・失格になってしまった後のカップルに対して、愛川はいけにえを「地下室で沈んで下さい」とからかったり、解答者を「彼女さん、沈んじゃったねー」「残念、落ちちゃったね」などと言って慰めたりしていた。
  - いけにえが女性で失敗した場合には、女性が解答者の男性の頭をピコピコハンマーで殴るお仕置きもあった。
- クイズ開始前には視聴者だけに対して、各段の "A" と "B" のどちらに「STOP」が仕掛けられているのかがこっそりと公開されていた。
- 2回目のジャンプクイズではクイズ開始前に愛川が観客に対して「もし、この2人がハワイを獲れなかったら、それは、ギャラリーのほうへ回してやるー！」とコールし、大歓声を煽っていた。
- このコーナーのテーマ曲は、アニメ『未来警察ウラシマン』のオープニングテーマ「ミッドナイト・サブマリン」のイントロとアウトロをつなぎ合わせたものである。

## ギャラリー飛び入りクイズ
- 2回目のジャンプクイズの後に行われる。計2回行われ、1回目は週替わり豪華賞品を賭けての挑戦、2回目はハワイ旅行獲得を賭けての挑戦。
- 愛川が観客から抽選で1名を選び、その場でクイズを出題。正解すると舞台にて豪華賞品またはハワイ旅行獲得を賭けてのチャレンジゲームに挑戦できる。
- それぞれのチャレンジは、頭上に粉入りの風船が置かれたいすに座り、いすの横の2本のひものうちどちらかを切る（愛川が司会を担当した『おもしろ博士クイズ』の後期チャレンジゲームと同様）。風船が割れなければ、大量の紙吹雪が降り、豪華賞品またはハワイ旅行獲得となる。風船が割れた場合は挑戦者が粉まみれになり、観客から大爆笑と拍手が沸き起こった。1回目の挑戦で、風船が割れなかった場合は「大成功！」と表示されるが、割れた場合は何も表示されない。
- どちらのチャレンジに成功した場合でも、愛川がオチをつけるため挑戦者に見えないようにもう片方のひもを切り、粉まみれにして観客の大爆笑と拍手を誘っていた。最終回では夏木が粉まみれの餌食にされた。
- 観客ははさみを切ろうとする瞬間、「落ちろ！落ちろ！」コールを起こしていた。
- 1回目の週替わり豪華賞品獲得に失敗した分のアイテムは、そのまま視聴者プレゼントに回された。
- このコーナーのファンファーレは『勝抜きドンドン歌合戦』のものを再利用・再使用（『おもしろ博士クイズ』内でもあらためて使われた。以下後述）。

## 放送局
系列については放送当時のもの。
| 放送対象地域   | 放送局             | 系列                                         | 備考       |
| -------------- | ------------------ | -------------------------------------------- | ---------- |
| 関東広域圏     | 日本テレビ         | 日本テレビ系列                               | 製作局     |
| 北海道         | 札幌テレビ         | 日本テレビ系列                               | 同時ネット |
| 青森県         | 青森放送           | 日本テレビ系列 テレビ朝日系列                | 同時ネット |
| 岩手県         | テレビ岩手         | 日本テレビ系列                               | 同時ネット |
| 宮城県         | ミヤギテレビ       | 日本テレビ系列                               | 同時ネット |
| 秋田県         | 秋田放送           | 日本テレビ系列                               | 同時ネット |
| 山形県         | 山形放送           | 日本テレビ系列 テレビ朝日系列                | 同時ネット |
| 福島県         | 福島中央テレビ     | 日本テレビ系列                               | 同時ネット |
| 新潟県         | テレビ新潟         | 日本テレビ系列                               | 同時ネット |
| 山梨県         | 山梨放送           | 日本テレビ系列                               | 同時ネット |
| 静岡県         | 静岡第一テレビ     | 日本テレビ系列                               | 同時ネット |
| 富山県         | 北日本放送         | 日本テレビ系列                               | 同時ネット |
| 福井県         | 福井放送           | 日本テレビ系列                               | 同時ネット |
| 中京広域圏     | 中京テレビ         | 日本テレビ系列                               | 同時ネット |
| 近畿広域圏     | よみうりテレビ     | 日本テレビ系列                               | 同時ネット |
| 鳥取県・島根県 | 日本海テレビ       | 日本テレビ系列 テレビ朝日系列                | 同時ネット |
| 山口県         | 山口放送           | 日本テレビ系列 テレビ朝日系列                | 同時ネット |
| 広島県         | 広島テレビ         | 日本テレビ系列                               | 同時ネット |
| 徳島県         | 四国放送           | 日本テレビ系列                               | 同時ネット |
| 香川県・岡山県 | 西日本放送         | 日本テレビ系列                               | 同時ネット |
| 愛媛県         | 南海放送           | 日本テレビ系列                               | 同時ネット |
| 高知県         | 高知放送           | 日本テレビ系列                               | 同時ネット |
| 福岡県         | 福岡放送           | 日本テレビ系列                               | 同時ネット |
| 長崎県         | テレビ長崎         | フジテレビ系列 日本テレビ系列                | 同時ネット |
| 熊本県         | くまもと県民テレビ | 日本テレビ系列                               | 同時ネット |
| 大分県         | テレビ大分         | フジテレビ系列 日本テレビ系列 テレビ朝日系列 | 同時ネット |
| 宮崎県         | テレビ宮崎         | フジテレビ系列 日本テレビ系列 テレビ朝日系列 | 同時ネット |
| 鹿児島県       | 鹿児島テレビ       | フジテレビ系列 日本テレビ系列                | 同時ネット |
| 沖縄県         | 沖縄テレビ         | フジテレビ系列                               | 同時ネット |
| 長野県         | 信越放送           | TBS系列                                      | 遅れネット |
| 石川県         | 北陸放送           | TBS系列                                      | 遅れネット |

## 補足
- 「ダジャパネクイズ」は、スタート当初（約1か月間）、単に「間違い探し」と言われていた。
- 「ダジャパネクイズ」は、アメリカで放送されたクイズ番組『Whew!』（英語版記事）のルールを元にしていた。
- ファンファーレは、同局で放送された『勝抜きドンドン歌合戦』のファンファーレを流用。
  - 「ダジャパネ」クリア⇒チャンピオン勝抜き（2人、4人、6人、7人、9人）
  - 「ダジャパネ」勝利⇒チャンピオン3人勝抜き
  - 「ジャンプ」成功⇒チャンピオン5人勝抜き
  - 「ギャラリー」正解⇒挑戦者勝利
  - 「ギャラリー」成功⇒チャンピオン8人勝抜き

なお、10人勝抜きの時のファンファーレは使用されなかった。